# Natchez, Mississippi
Natchez là một thành phố, quận lỵ quận Adams trong tiểu bang Mississippi, Hoa Kỳ. Thành phố có diện tích km², dân số theo điều tra năm 2000 của Cục điều tra dân số Hoa Kỳ là 18.464 người, là cộng đồng lớn nhất và khu tự quản hợp nhất duy nhất trong quận Adams. Tọa lạc bên sông Mississippi, khoảng 90 dặm về phía tây nam của Jackson, thủ phủ của Mississippi, và 85 dặm về phía bắc của Baton Rouge, Louisiana, là thành phố lớn thứ mười tám trong tiểu bang. Nó được đặt tên theo bộ tộc Natchez người Mỹ bản xứ, những người sống trong vùng lân cận thông qua khi người châu Âu trong thế kỷ thứ mười tám.
Được thành lập bởi thực dân Pháp năm 1716, người Natchez là một trong những lâu đời nhất và các khu định cư quan trọng nhất châu Âu ở phía dưới thung lũng sông Mississippi, và có vai trò thủ phủ của vùng lãnh thổ Mississippi và sau đó là bang Mississippi.
Thảm sát Natchez đã diễn ra tại đây vào ngày 29 tháng 11 năm 1729 bởi người Anh Điêng Natchez chống thực dân Pháp.